# Half-automatische lichtinstallatie

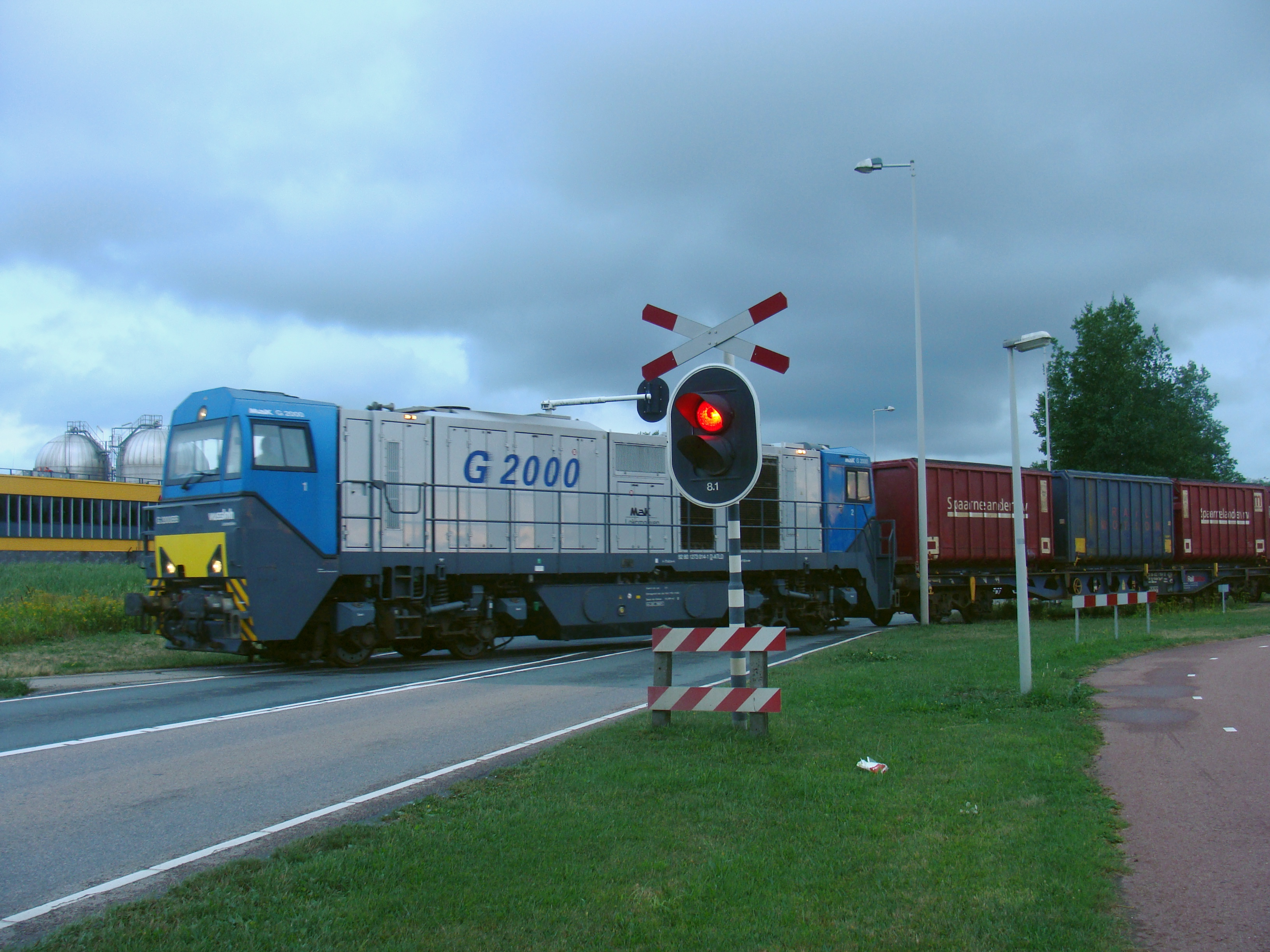
Een HALI in Amsterdam

De half-automatische lichtinstallatie (HALI) is een eenvoudig type actief beveiligde overweg in Nederland. Dit type overweg wordt gebruikt als de trein op de overgang altijd langzaam rijdt. Er zijn geen slagbomen, omdat deze vanwege de snelheid niet nodig zijn. De overweg geeft uiterlijk iets weg van een metro-spoorwegovergang, voor deze werden vervangen door AHOB's.

## Uiterlijk
De verkeerslichten hebben een gele en rode lamp (geen groene). Als er een trein aankomt gaat eerst het gele licht (voor 3 seconden) aan en daarna het rode. Komt er geen trein aan, dan zijn de lichten uit. De overweg is voorzien van andreaskruisen.

## Historie
HALI's waren eerder bekend als half-automatische verkeerslichteninstallatie voor overwegen (HAVIO).